# Pieter van Es
Pieter van Es, (Maarssen, maart 1777 - Eemnes, 1 maart 1853) was van 14 augustus tot 4 december 1850 waarnemend burgemeester van Eemnes. 
Pieter van Es werd op 30 maart 1777 gedoopt in de Nederduits gereformeerde kerk te Maarssen als zoon van timmerman Abram (of Abraham) van Es en Jannetje Sluijs. Pieter van Es was waarnemend burgemeester van Eemnes van 14 augustus tot en met 4 december 1850. Hij nam de taken van burgemeester van Eemnes waar na de plotselinge dood op diens buitenplaats Steevlied te Baarn van Christiaan Dirk Laan enkele dagen eerder. De nieuwe burgemeester,  Jan Pen was bij K.B. van 12 oktober 1850 al benoemd, maar het duurde nog tot 4 december voor hij geïnstalleerd kon worden als burgemeester van Eemnes.
Pieter van Es was raadslid van Eemnes van 6 januari 1818 tot en met 3 september 1851. Hij trad af ingevolge de invoering van de nieuwe Gemeentewet van 1851. in de daar bijbehorende verkiezingen voor nieuwe leden van het gemeentebestuur werd hij niet meer gekozen.
Naast raadslid was Pieter van Es van 8 november 1822 assessor en vanaf 7 september 1825 1e assessor van Eemnes. Tevens was hij loco-secretaris van Eemnes, in sommige jaren afgewisseld met  Izaak Stalenhoef, die naast raadslid 2e assessor (1818-1851) was.
Pieter van Es was in dagelijks leven mr. timmerman en woonde in Kerkstraat 5. Door zijn huwelijken, eerst met Jannetje Heek en daarna met haar zuster Marretje Heek, erfde hij de bakkerij Wakkerendijk 3 van zijn schoonouders. Door een regeling met zijn schoonfamilie moest hij echter de exploitatie van deze bakkerij overlaten aan bakker Krijn Perk (1760-1831), die eveneens raadslid (1811-1831) was.